# Autostrada A5 (Marocco)
L'autostrada A5 è una delle più importanti autostrade del Marocco. Ha una lunghezza di 262 km e passa per città importanti come Assila, Larache e Kenitra. Il primo tratto è stato inaugurato nel 1995 mentre, nel 2005 è entrato in funzione il tratto Assilah - Tangeri e nel 2016 è entrato in funzione la tangenziale di Rabat.

## Cronologia
- 1995: tratta Rabat - Kenitra di 40 km[1]
- 1996: tratta Kenitra - Larache di 110 km[1]
- 1999: tratta Larache - Sidi El Yamani di 28 km[1]
- 2002: tratta Sidi El Yamani - Assila di 15 km[1]
- 2005: tratta Assila - Tangeri di 30 km[1]
- 2016: tangenziale di Rabat di 42 km[2]

## Tangenziale di Rabat
La lunghezza di questa sezione è di 42 km ed è stata aperta nel 2016. La tangenziale è il prolungamento dell'autostrada che parte dall'uscita dell'Autostrada A2 e finisce nell'incrocio con l'Autostrada A3, nei pressi di Skhirat. Attraversa il fiume Bou Regreg con l'imponente Ponte Mohammed VI (il più grande ponte sospeso dell'Africa e del mondo arabo) e passa nei pressi dell'Aeroporto di Rabat-Salé.

## Sezione Kenitra-Rabat
La lunghezza di questa sezione è di 40 km ed è stata la prima ad essere costruita nel 1995. L'autostrada si ferma nell'uscita dell'Autostrada A2 che collega Rabat a Fès.

## Sezione Tangeri-Kenitra
La lunghezza di questa sezione è di 183 km; ha avuto molti cantieri nell'allungamento dell'autostrada. Passa per le uscite di Sidi Allal Tazi, Moulay Bousselham, Larache, Sidi Lyamani e Assila.

## Tabella percorso
| A 1 Autoroute A1 Rabat - Tanger |                                                   |      |      |
| Tipo                            | Indicazione                                       | ↓km↓ | ↑km↑ |
|                                 | Casello autostrada Tangeri                        |      | +262 |
|                                 | Autostrada A4 A 4 Tangeri                         |      | +261 |
|                                 | Stazione di servizio Assila                       |      | +233 |
|                                 | Assila                                            |      | +230 |
|                                 | Sidi Lyamani                                      |      | +216 |
|                                 | Stazione di servizio Larache                      |      | +194 |
|                                 | Larache                                           |      | +190 |
|                                 | Stazione di servizio Moulay Bousselham            |      | +160 |
|                                 | Moulay Bousselham                                 |      | +159 |
|                                 | Stazione di servizio Mnasra                       |      | +127 |
|                                 | Sidi Allal Tazi                                   |      | +125 |
|                                 | Casello autostrada Kenitra                        |      | +87  |
|                                 | Kenitra Nord                                      |      | +85  |
|                                 | Kenitra Centro                                    |      | +72  |
|                                 | Stazione di servizio Kenitra                      |      | +71  |
|                                 | Casello autostrada Kenitra                        |      | +71  |
|                                 | Sidi Bouknadel                                    |      | +51  |
|                                 | Autostrada A2 A 2 Rabat-Salé - Strada nazionale 6 |      | +42  |
|                                 | Technopolis Nord                                  |      | +40  |
|                                 | Technopolis Sud - Salé El Jadida                  |      | +36  |
|                                 | Casello autostrada Salé                           |      | +35  |
|                                 | Ponte Mohammed VI                                 |      | +30  |
|                                 | Stazione di servizio                              |      | +28  |
|                                 | El Menzeh                                         |      | +14  |
|                                 | Tamesna                                           |      | +9   |
|                                 | Autostrada A3 A 3 Skhirat                         |      | +0   |